# 五羊邨駅
五羊邨駅（ごようそんえき、中文表記: 五羊邨站）は、中華人民共和国広東省広州市越秀区寺右新馬路にある広州地下鉄5号線および10号線の駅。

## 歴史
10号線の初期設計段階では、東湖駅と広州大道中駅（現：楊箕東駅）の間に寺右新馬路駅が計画され、楊箕涌の西側、現在の10号線五羊邨駅の西側に位置する予定でした。この案では5号線五羊邨駅との距離が離れていたため、乗換駅として設計されていませんでした。しかし、当初の予定地では工事が困難だったため、現在の位置に駅を移設し、乗換駅としての規模で設計し直されました。
- 2009年12月28日：5号線の駅として開業[3]。
- 2025年6月29日：10号線が開業、乗り換え駅となる[4]。

## 駅構造
両線とも島式ホーム1面2線を有する地下駅。ホームはともに寺右新馬路の地下に位置しています、5号線は東側に、10号線は西側に配置され。5号線のコンコースは地下1階、ホームは地下3階に、10号線のコンコースは地下3階、ホームは地下5階にあります。建設中の乗り換え通路は、地下1階の5号線コンコースと地下2階の10号線乗換ホールを接続する予定です。

### のりば
| 番線                    | 路線     | 行先             |
| ----------------------- | -------- | ---------------- |
| 5号線ホーム（地下3階）  |          |                  |
| 1                       | ■ 5号線  | 黄埔新港方面     |
| 2                       | ■ 5号線  | 広州駅・滘口方面 |
| 10号線ホーム（地下5階） |          |                  |
| 3                       | ■ 10号線 | 楊箕東方面       |
| 4                       | ■ 10号線 | 西塱方面         |

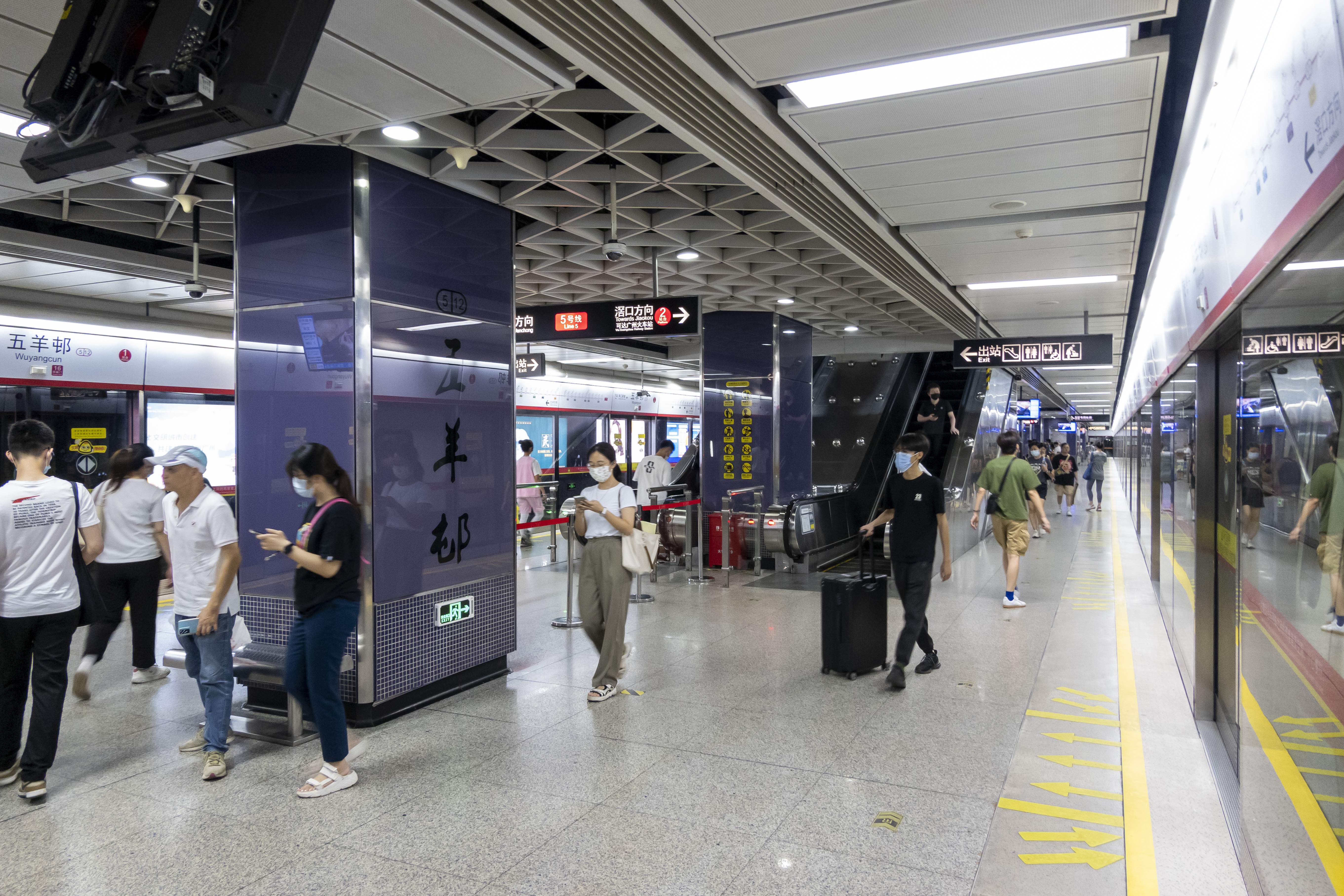
5号線ホーム（2023年5月）
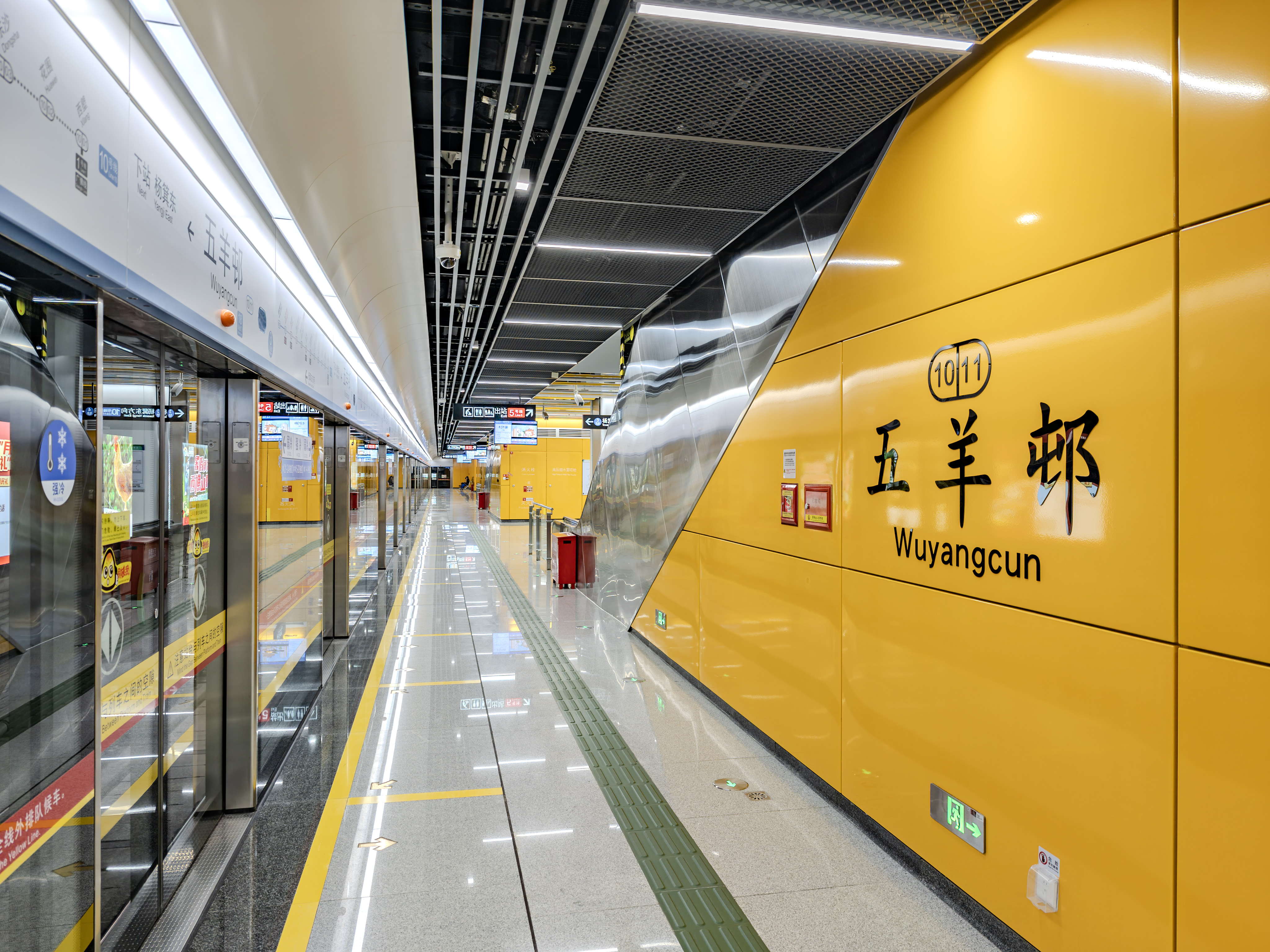
10号線ホーム（2025年7月）
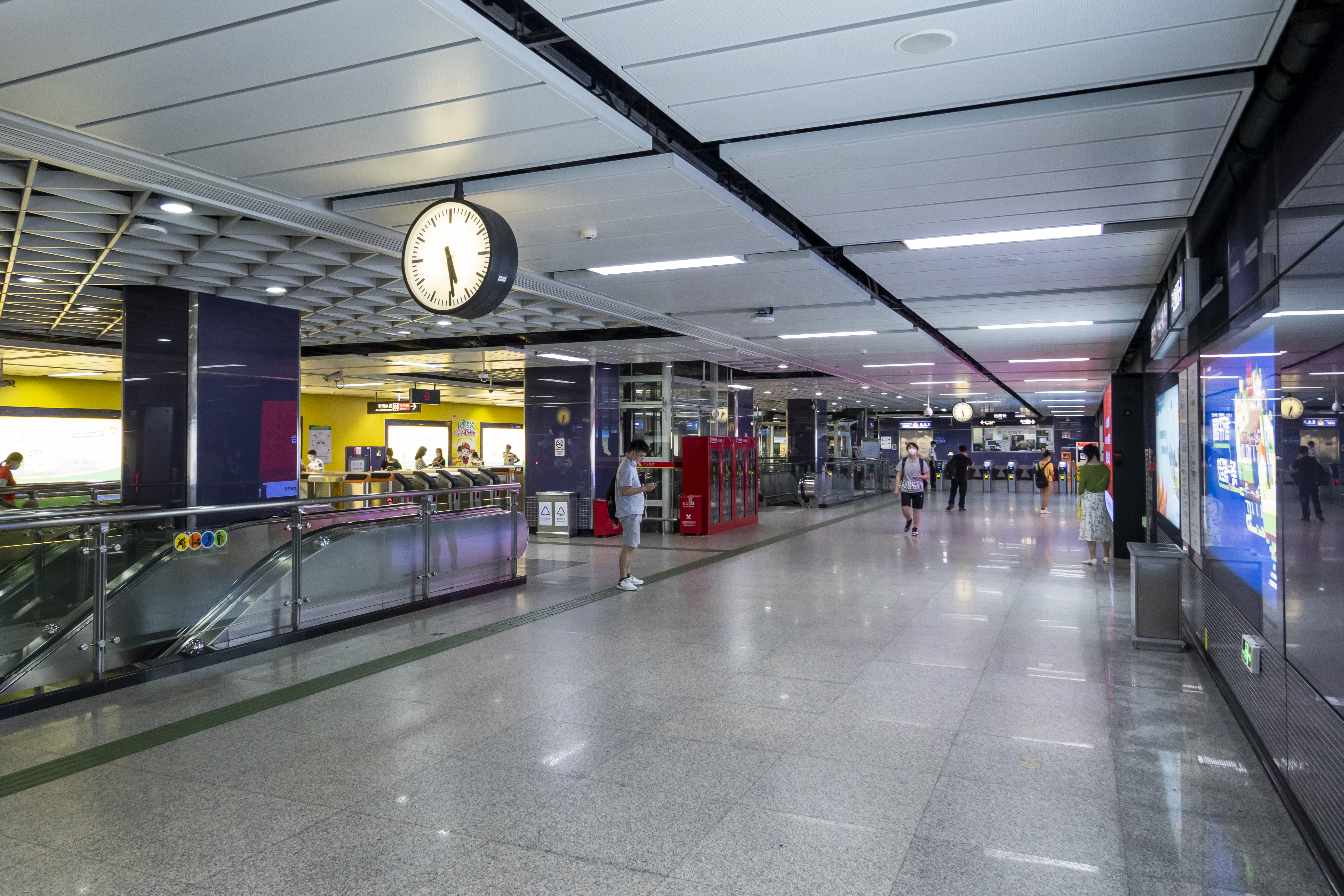
5号線コンコース（2023年5月）
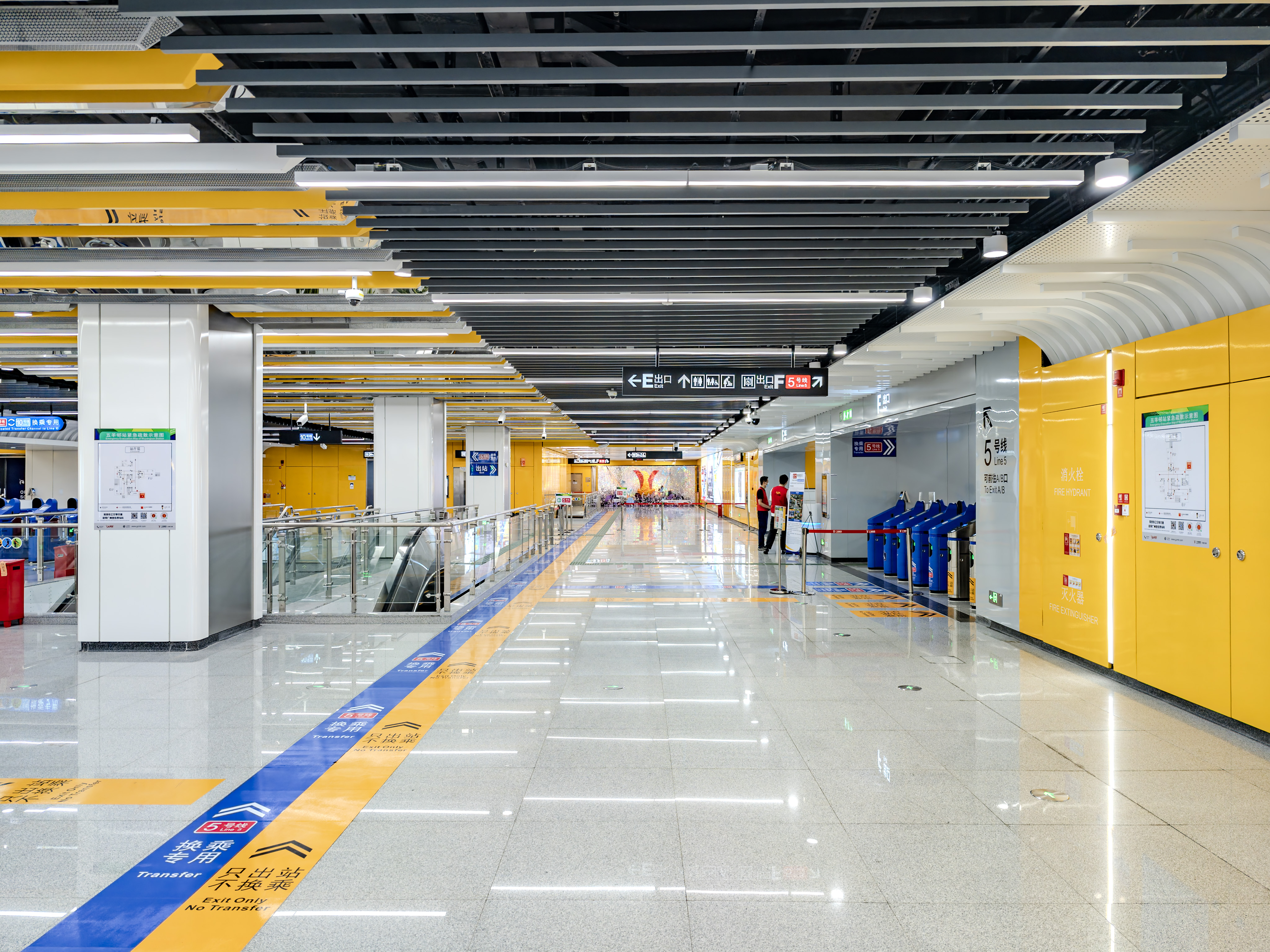
10号線コンコース（2025年7月）

### 乗り換え

乗換專用の青色改札口（10号線側）

2025年7月現在、両路線を結ぶ連絡通路の建設が遅れているために両者の乗り換えは改札外乗り換えとなっている。昨年に改札外乗り換えのシステムを導入した琶洲駅と同じく、旅客は乗り換え用の青い改札機で駅を出た後、30分以内にもう一方の路線の乗り換え改札機で駅に入ると普通の改札内の乗り換えと同様にみなされ、運賃の計算には影響されない。また、一回券などの乗車券を使用する際にもこの乗り換え制度は適用され、改札から出る際にきっぷは回収されない。ただしきっぷで利用する場合は再び駅に入る際に、再度のセキュリティチェック(手荷物の確認など)が必要となる。両者の乗り継ぎには一番近い5号線のA出入口と10号線のF出入口との間で約6分ほどかかる。

## 駅周辺
- 海平閣
- 五羊新城商住中心
- 世茂天越公館
- 信竜ビル
- 広興華花園
- 広信麗景ビル
- 怡景ビル
- 五羊新城E区
- 名門ビル
- 凱藍ビル
- 新ビル
- 遠洋明珠ビル
- 建滔広場
- 富力愛丁堡国際公寓
- 華景ビル
- 深華ビル
- 南方伝媒ビル
- 五羊北小区
- 五羊新城広場
- 東悦居
- 鴻業ビル
- 東興小区
- 広州万国元宝ホテル
- 広信美景ビル
- 五羊新城A区
- 広州市越秀区五羊小学
- 佳地華苑ビル
- 保信ビル
- 越秀区職工権益保障服務中心
- 佰盈商業城
- 興城ビル
- 寺右東小区
- 広信匯景ビル
- 広信豪景ビル
- 華悦居
- 広日ビル
- 広州市第七中学東山学校
- 五羊新城K区
- 愉景ビル
- 冠城ビル
- 豊偉ビル

## 隣の駅
広州地下鉄
■ 5号線
楊箕駅 511 - 五羊邨駅 512 - 珠江新城駅 513
■ 10号線
東湖駅 1010 - 五羊邨駅 1011 - 楊箕東駅 1012